# Elfriede Balzar-Kopp

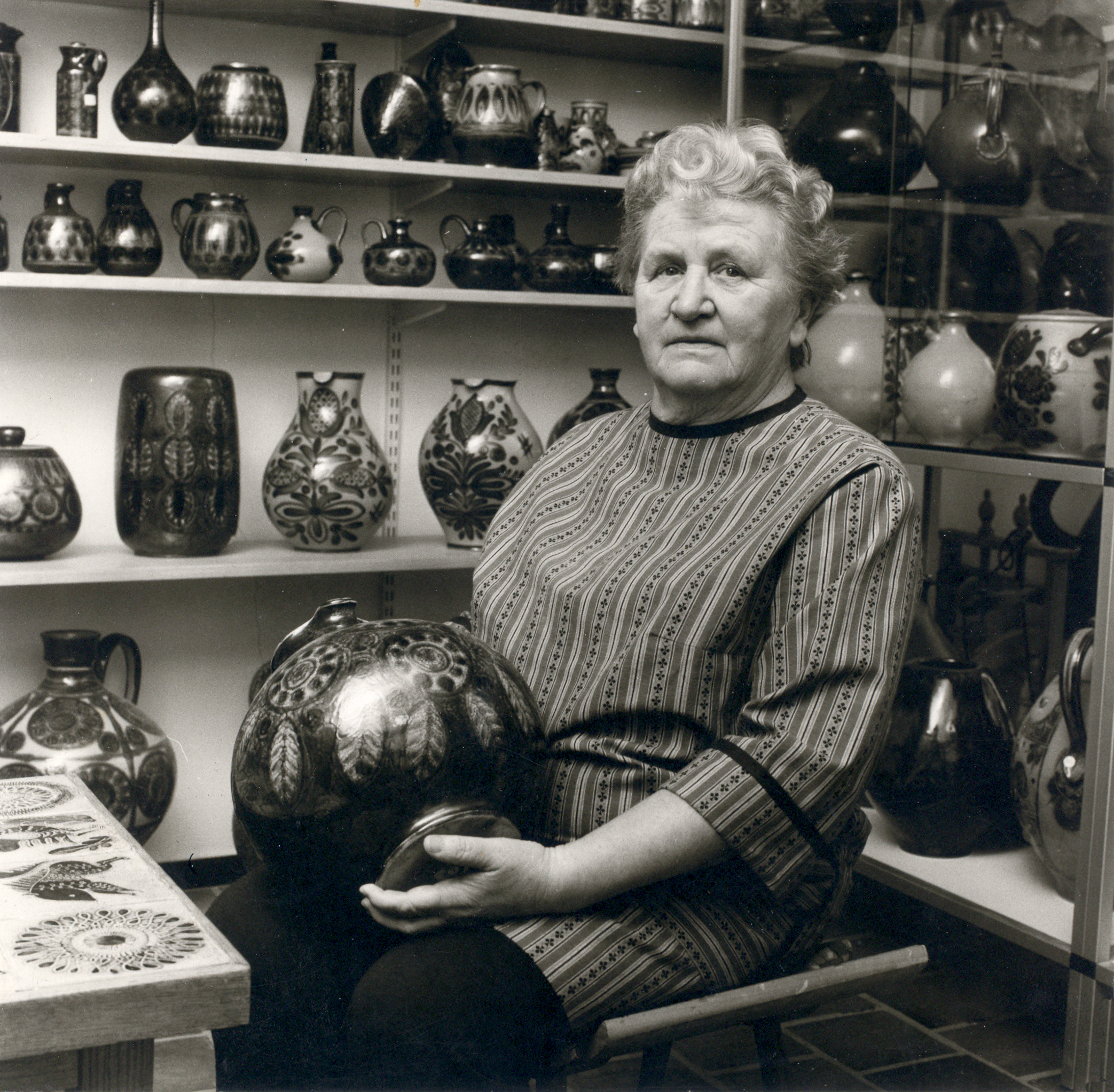
Elfriede Balzar-Kopp im Ausstellungsraum der Töpferei

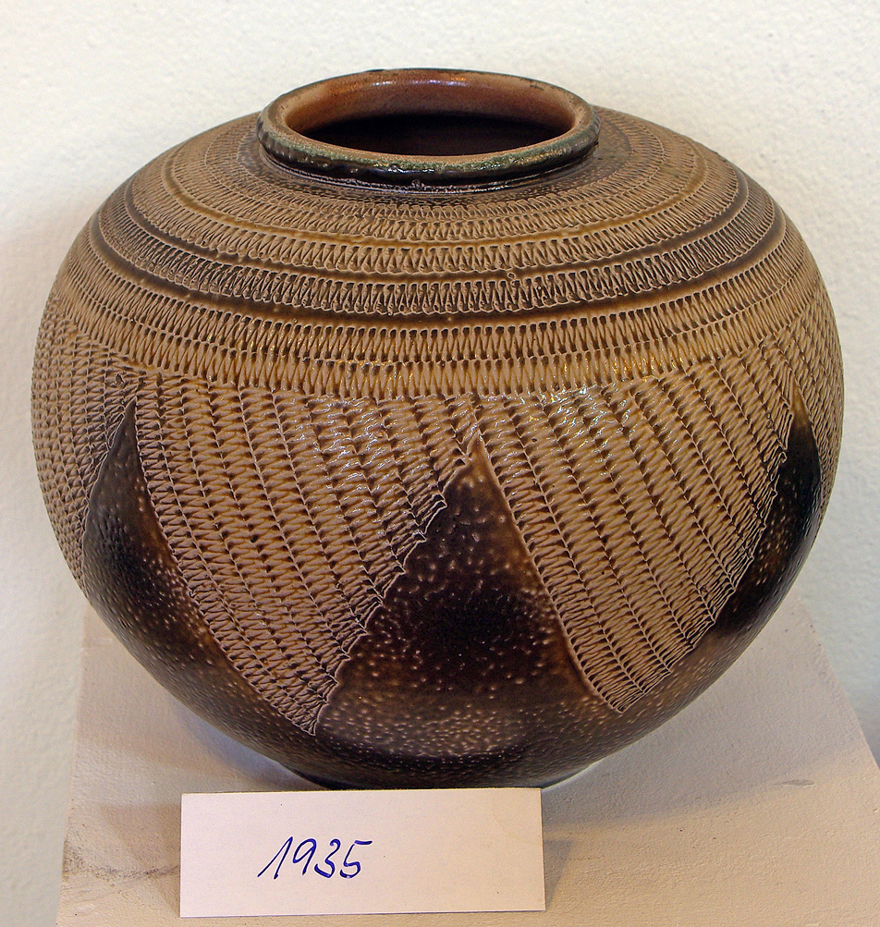
Handgearbeitete Vase von Elfriede Balzar-Kopp, salzglasiertes Steinzeug mit Knibis-Dekor (1935)

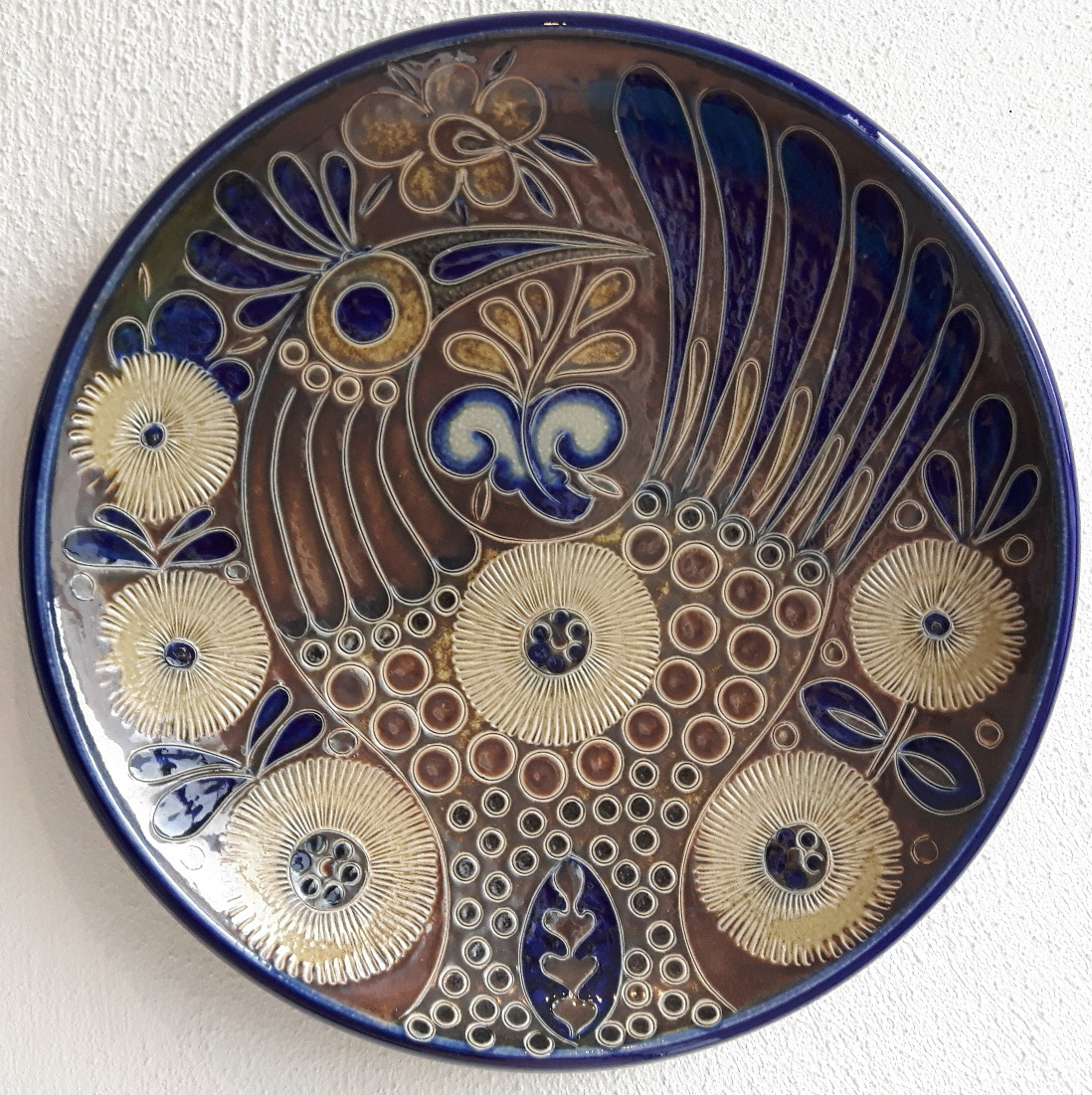
Vogel-Wandteller von Elfriede Balzar-Kopp, salzglasiertes Steinzeug mit Red- und Knibis-Dekor

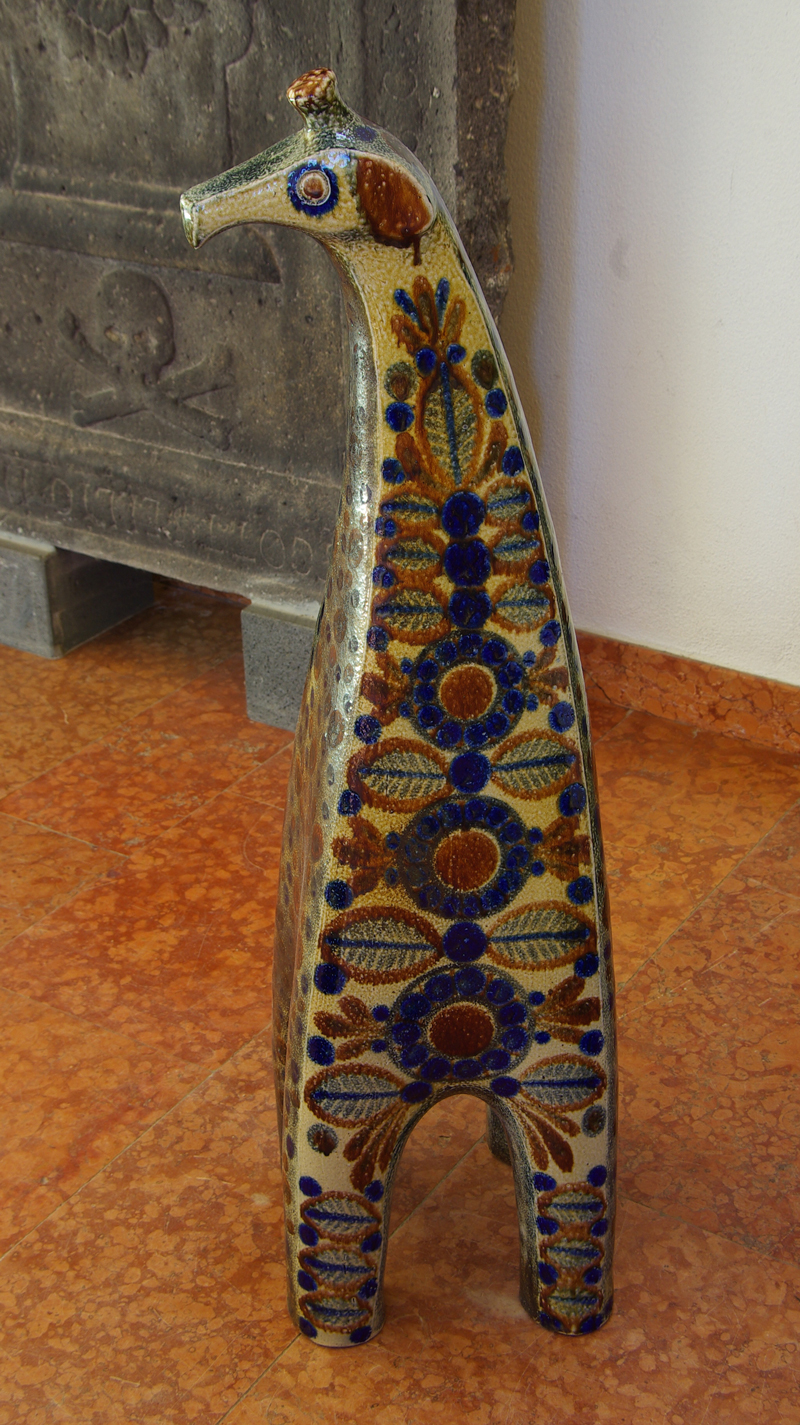
Giraffe von Elfriede Balzar-Kopp, salzglasiertes Steinzeug

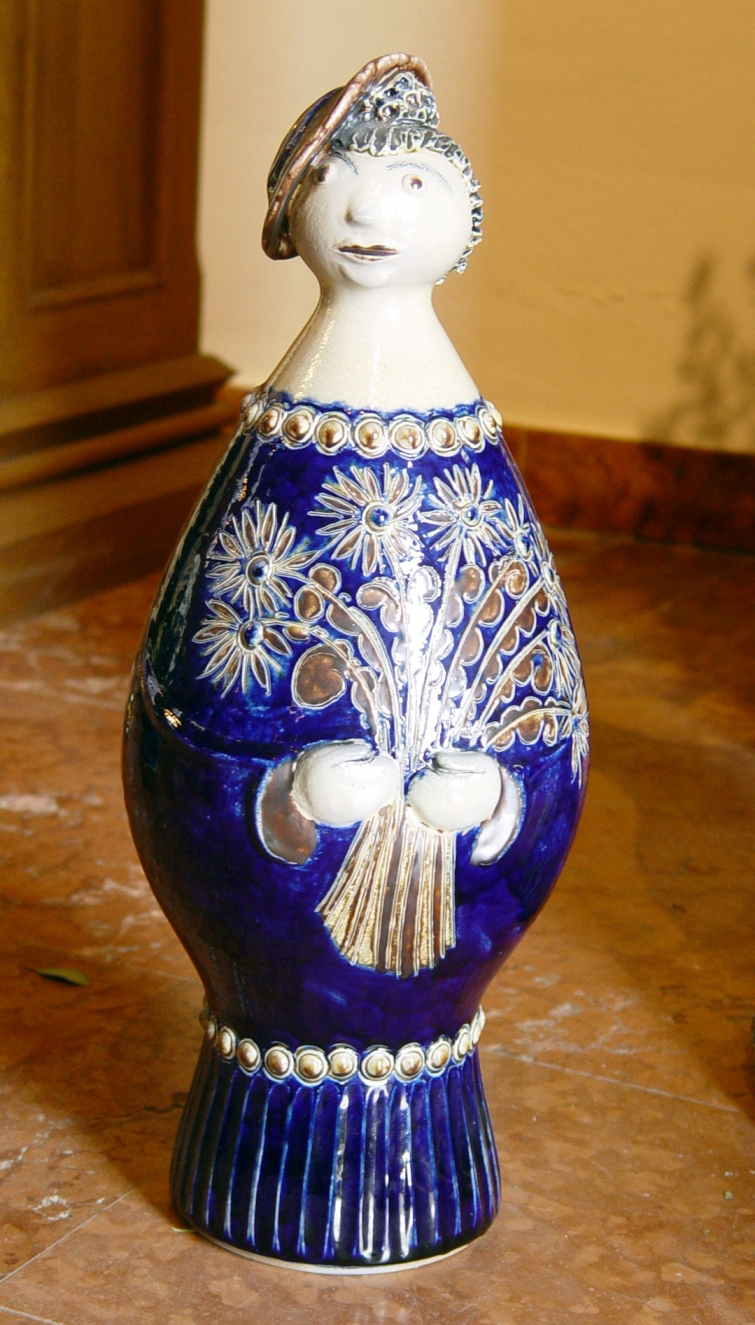
Gedrehte Blumenfrau von Elfriede Balzar-Kopp, Reddekor

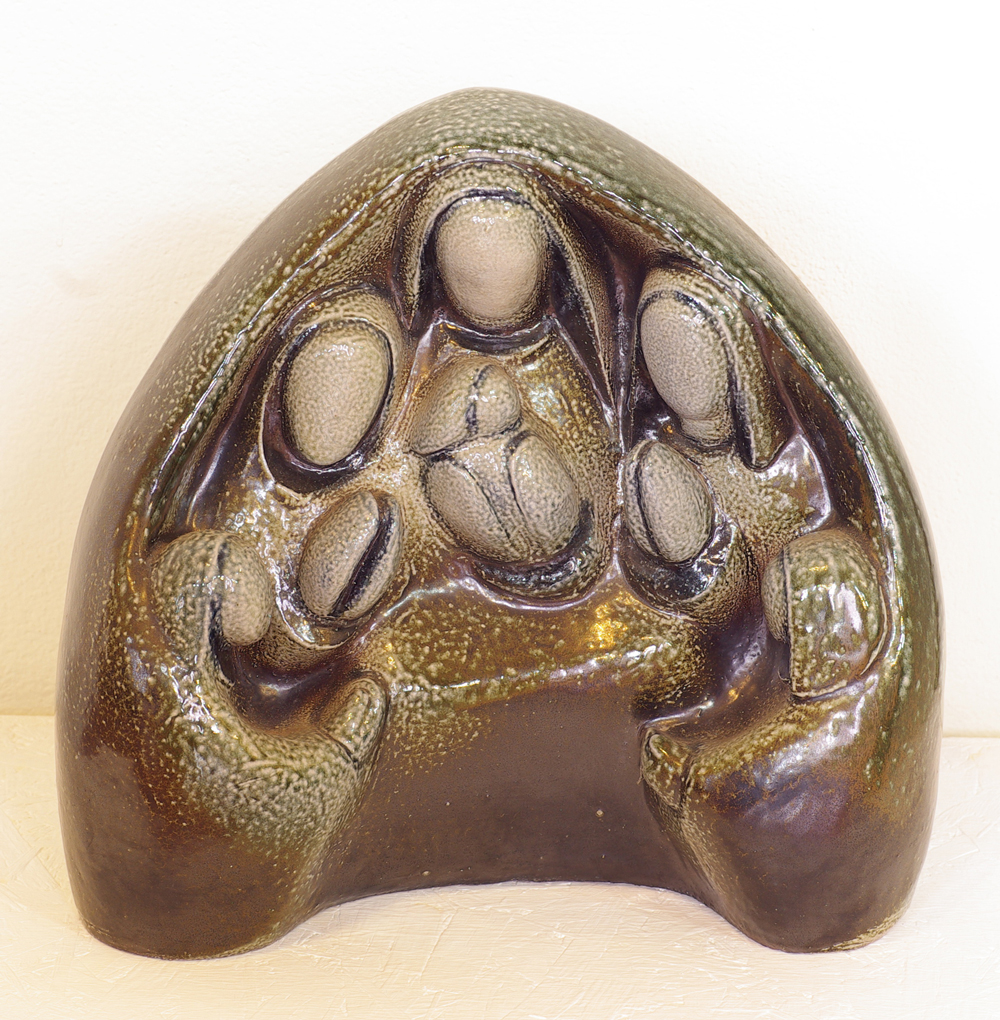
Anbetungsgruppe von Elfriede Balzar-Kopp, salzglasiertes Steinzeug

Elfriede Balzar-Kopp (* 1. Juni 1904 in Bendorf; † 6. Januar 1983 in Höhr-Grenzhausen) war eine deutsche Keramikerin und Kunsthandwerkerin.

## Leben und Wirken

### Familie
Elfriede Kopp wurde am 1. Juni 1904 in Bendorf geboren und wuchs dort mit ihren beiden Schwestern auf. 1929 heiratete sie den Kaufmann Gustav-Adolf Balzar und führte fortan den Familiennamen Balzar-Kopp. Das Ehepaar hatte vier Kinder. Der Sohn Heiner Balzar (geb. 1937) zählt zu den bedeutenden Keramikkünstlern der 2. Hälfte des 20. Jahrhunderts, er wurde 2017 mit dem Ehrenpreis Deutsche Keramik ausgezeichnet.

### Ausbildung
Von 1924 bis 1926 studierte Kopp im Zentrum des Kannenbäckerlandes an der Staatlichen Ingenieur- und Werkschule für Keramik in Höhr. Es waren nicht nur ihre Lehrer Hermann Bollenbach als Oberstudiendirektor der Meisterschule des deutschen Handwerks oder Alfred Kamp, bei denen sie studierte, sondern sie war auch gern zu Gast bei alteingesessenen Eulern, um sich in die Feinheiten dieses Handwerks einführen zu lassen, zum Beispiel in die damalige Redtechnik. In Karlsruhe war sie bei der Staatlichen Majolika-Manufaktur tätig, wo sie ihre Ausbildung bei Ludwig König vervollständigte. 1927 gründete sie ihre eigene Töpferwerkstatt in Höhr, die sie bis zu ihrem Tod im Jahr 1983 führte.
Im Jahr 1937 absolvierte Balzar-Kopp die Meisterprüfung. 1943 war sie selbst als Dozentin an der Fachschule für Keramik tätig, wo sie über Glasuren, Red- und Knibistechnik im Zusammenhang mit salzglasiertem Steinzeug referierte.

### Wirken bis 1945
Balzar-Kopp machte sich die handwerklichen Erfahrungen der Euler zunutze und schätzte die Eulerware in ihrer Bedeutung als Volkskunst. In ihrer Werkstatt fertigte sie handwerklich Krüge, Kannen, Teller und Gefäße, die unabhängig von der Industrieware einen eigenen Stil, ja eigene Techniken aufwiesen. Am Anfang ihres Schaffens stand vor allem benutzbares keramisches Geschirr von einfacher, handlicher und unempfindlicher Form. Ihre Teekannen, Teller, Tassen, Krüge und Becher fanden gerade bei den Menschen guten Absatz, die nach den schweren Jahren der Inflation dauerhafte Anschaffungen machen wollten.

### Kunsthandwerk nach 1945
Als sich die wirtschaftliche Lage verbessert hatte, suchten Keramiker zunehmend nach experimentellen und individuellen Ausdrucksformen. Das keramische Gefäß löste sich aus seiner traditionellen Funktion und entwickelte sich zum autonomen Kunstobjekt. Die Form wurde nach bildhauerischen Maßstäben bewertet und die Glasur als malerisches Gestaltungsmittel gesehen. So tat es auch Balzar-Kopp. Sie griff bei ihrer Arbeit nicht auf die industriell und oft im Renaissancestil verfertigten Formen und Techniken des 19. Jahrhunderts zurück, sondern orientierte sich zunächst an einheimischen Gefäßen des Barock. Die Redtechnik wurde von ihr wieder belebt und als schwungvolle Ritzzeichnung in die Gefäßwandungen eingegraben. Dabei pflegte sie kein reines Nachahmen, keinen „formalen Historismus“, sondern sie belebte die wiederentdeckte Technik mit neuen Figuren und Ornamenten.
Ihre Ideen brachte Balzar-Kopp mit schwungvollem Strich, großzügigen Bögen und kraftvollem Temperament an Figuren, Tellern und Kannen an. Manchmal verträumt, oft auch kokettierend sind dagegen ihre gedrehten Plastiken, die sie aus mehreren Grundformen zusammensetzte. Das „kölnische Braun“ übernahm sie von der Industriekeramik und verwendete es kreativ neben dem Kobaltblau und dem Manganviolett. Ihre Kunst des Glasierens wurde bereits in den 1940er Jahren als „Bereicherung des Althergebrachten“ dargestellt. Auch das Knibis-Dekor erlebte in ihrer Werkstatt für kunsthandwerkliches Steinzeug eine neue Renaissance. Sie gelangte vom Herkömmlich-Gegenständlichen hin zu einer ständig vereinfachenden neuen Sachlichkeit. Dabei reduzierte sie ihre Formen mehr und mehr und führte sie auf wesentliche Gestaltungselemente zurück.
In ihrer Töpferei machte Fritz Vehring von 1964 bis 1967 eine Töpferlehre; heute ist er ein international bekannter Künstler.

## Auszeichnungen und Ausstellungen
- 1937: Weltausstellung Paris, Ehrenurkunde der Exposition Internationale
- 1938: Goldmedaille der Handwerksausstellung in Berlin
- 1954: Diplom der Triennale Mailand
- 1958: EXPO 58 Weltausstellung Brüssel, Honorable Mention der Keramik
- 1961: Bayerischer Staatspreis mit Goldmedaille. München
- 1962: Silbermedaille der Ausstellung Ceramique Internationale in Prag
- 1965: Ehrenpreis der Deutschen Keramischen Gesellschaft „Deutsche Keramik der Gegenwart“ im Gewerbemuseum Nürnberg
- 1973: Ehrenpreis für salzglasiertes Steinzeug, Westerwaldpreis für Keramik
- 1974: Ausstellung „Objekte 74“ in Wiesbaden
- 1974: Bundesverdienstkreuz am Bande[4]

## Öffentliche Sammlungen
Das Keramikmuseum Westerwald ist im Besitz bedeutender Objekte von Balzar-Kopp, die wechselnd in der Ausstellung zu sehen sind. Das Keramikmuseum schrieb beim „Objekt des Monats“: „Das Werkschaffen von Elfriede Balzar-Kopp ist geprägt von den Einflüssen dieser ‚Neuen Sachlichkeit‘. Seit Gründung ihrer Werkstatt hat sich die Keramikerin ununterbrochen mit der Reduktion von Formen und ihrer Rückführung auf wesentliche Gestaltungselemente auseinandergesetzt. Gleichzeitig trat sie vehement dafür ein, dass die Herstellung von salzglasiertem Steinzeug wieder als eine handwerklich hochstehende Töpferkunst anerkannt wird. Heute hat diese Technik selbst im Ausland, besonders in den USA, wieder begeisterte Nachahmer gefunden. Neben Elfriede Balzar-Kopp ist in diesem Zusammenhang auch Wim Mühlendyck zu nennen. Durch die Verdienste der beiden jungen Töpfer konnte dieses Handwerk in Höhr-Grenzhausen wieder aufleben.“
In der Villa Ludwigshöhe oberhalb von Edenkoben befindet sich die Sammlung „Moderne Keramik des 20. Jahrhunderts“ des Landes Rheinland-Pfalz. In sieben Vitrinen wird ein Spektrum aus den Beständen der „Sammlung Hinder“ gezeigt. Die Objekte dokumentieren die Entwicklung der Keramik im Zeitraum von 1950 bis 1990 in der Bundesrepublik Deutschland, ergänzt durch Werke bedeutender internationaler Keramiker. In dieser Dauerausstellung werden auch „Westerwälder Steinzeugwaren“ aus den Werkstätten Elfriede Balzar-Kopp, Heiner Balzar und Wim Mühlendyck präsentiert.